# Whitearmor
Ludwig Rosenberg, född 17 maj 1993 i Stockholm, professionellt känd som Whitearmor, är en svensk musikproducent, multiinstrumentalist, ljudtekniker och låtskrivare. Han är mest känd för att vara medlem i den svenska musikgruppen och artistkollektivet Drain Gang (tillsammans med Bladee, Ecco2k, Thaiboy Digital och Yung Sherman). Hans musikstil har beskrivits som mjukt strukturerad och flytande. Förutom att producera mycket av Drain Gangs och närliggande artist Yung Leans musik har han släppt flera solosinglar och ett fullängds instrumentalt album 2022, kallat In The Abyss: Music for Weddings.Han är också hälften av musikduon VilloVilduVeta tillsammans med svenske musikern Joakim Benon, medlem i det svenska bandet jj.

## Uppväxt
Ludwig Rosenberg växte upp med att lyssna på ett brett utbud av artister inklusive Bob Marley, Slipknot och olika Atlanta trap-artister som Waka Flocka Flame. Som tonåring började han spela trummor i ett indierockband innan han blev intresserad av och producerade elektronisk och hiphopmusik.

## Musikkarriär
Rosenberg började ladda upp musik till Internet 2011 under olika alias innan han antog namnet Whitearmor 2012. Det mesta av hans musik från denna tid har tagits bort från internet. 2013 var Whitearmor med och grundade det svenska musikkollektivet Drain Gang tillsammans med andra svenska musiker Bladee, Ecco2k, Thaiboy Digital och Yung Sherman.
Whitearmors tidigaste offentligt tillgängliga samarbete med en annan Drain Gang-medlem var singeln Oxygen från 2012, som han producerade för Bladee. Den 12 augusti 2013 släppte gruppen sin debutsamling GTBSG, där Whitearmor arbetade på 10 av de 12 låtarna som presenterades. 
Utöver sitt arbete med resten av Drain Gang är Whitearmor även nära samarbetspartner till det svenska musikkollektivet Sad Boys (som är nära samarbetspartners till Drain Gang), en grupp som består av rapparen och sångaren Yung Lean och producenterna Gud och Drain-medlemmen Yung Sherman. Whitearmor har arbetat på de flesta av Drain Gang och Yung Leans album genom åren. Han är krediterad som exekutiv producent för följande projekt ;
- Tiger (Thaiboy Digital)
- Eversince (Bladee)
- AvP (Drain Gang)
- D&G (Drain Gang)
- Red Light (Bladee)
- Poison Ivy (Yung Lean)
- Trash Island (Drain Gang)
- Starz (Yung Lean)
- 333 (Bladee)
- Crest (Bladee & Ecco2k)
- ! Spiderr (Bladee)

2018 arbetade han med Yung Lean på Leans sidoprojekt Jonatan Leandoer96, och bidrog med gitarr, synt och ytterligare sång till Leandoer96s singel Evil och albumet Blodhundar + Lullabies. 2019 bildade han musikduon VilloVilduVeta med svenske musikern Joakim Benon, där deras debutlåt "Nästan" användes i 2019 års Sad Boys/Converse "One Wish"-kampanj. De släppte sitt debutalbum Längtan får vingar den 2 juli 2021 och släppte även singeln "Nikita" i oktober 2021. Whitearmor samproducerade och skrev hela albumet med Benon och fungerade även som projektets mixer. 
Utöver sitt arbete med och/eller som medlem i Drain Gang, Sad Boys och VilloVilduVeta, har Whitearmor arbetat med musiker som Mechatok (turkisk-tysk producent och DJ), Xavier Wulf (amerikansk rappare och sångare), Uli K ( brittisk rappare och sångare), och Working on Dying (amerikanskt producentkollektiv). 2022 släppte Whitearmor sitt debutstudioalbum In the Abyss: Music for Weddings. Albumet komponerades, producerades, framfördes och mixades helt av Whitearmor. Mastering av albumet sköttes av den tyske masteringenjören Robin Schmidt, som ofta sköter masteringen av Whitearmor och resten av Drain Gangs musik. Han deltog också i Drain Gang-turnén 2022 som sträckte sig över 23 föreställningar i Nordamerika och Europa, som inkluderade ytterligare ett framträdande på Primavera Sound i Barcelona, Spanien.

## Diskografi

### Album
- In The Abyss: Music for Weddings (2022)

### Singlar
- Frutta e Verdura (2020) (med Gud)
- Karma (2020)
- Sunset Beach (2021) (med Mechatok)
- Even The Score (2022) (med LUCY (Cooper B. Handy))